# Bharúč
Bharúč (gudžarátsky ભરૂચ, anglicky Bharuch, dříve Broach) je město v Gudžarátu, jednom ze svazových států Indie. Je správním střediskem stejnojmenného okresu, kde k roku 2011 žilo zhruba 170 tisíc obyvatel.

## Poloha
Bharuč leží na pravém, severním břehu Narmady jen několik kilometrů východně od jejího ústí do Khambhátského zálivu Arabského moře.

## Dějiny
Baruč byla významným přístavem a obchodním střediskem už ve starověku, zmiňuje se o ní například už Mahábhárata. Jako přístav pro obchod Indie se Středomořím byla známa i ve starověkém Řecku – zmiňuje ji například starořecký zeměpisec Klaudios Ptolemaios. V Řecku byla ale známa pod upravenými jmény jako například Barygaza nebo Bargosa.